# 李丹 (蹦床运动员)
李丹（1989年9月19日—），广东潮安人，出生于广州，中国蹦床运动员，2016年她首次参加奥运会以55.885分获得蹦床铜牌。
她也是2007年全国锦标赛团体冠军、2011年全国蹦床冠军赛女子网上个人季军、2011年第28届世界蹦床锦标赛女子网上团体冠军、2016年上海举行的蹦床世界杯冠军。